# Unión del Pueblo Extremeño
Unión del Pueblo Extremeño (UPEx) es un partido político de Extremadura (España), de corte regionalista. Fue creado en marzo de 2007 por Victoria Domínguez, exconcejal del Partido Popular en Plasencia.

## Historia
Unión del Pueblo Extremeño surgió como desenlace de los conflictos que tuvieron lugar dentro del Partido Popular de Plasencia durante el periodo comprendido entre 2004 y 2007,[cita requerida] lo que llevó a la separación de más de 50 militantes de dicha formación. Encabezados por Victoria Domínguez y junto a otras 100 personas decidieron crear un partido político para presentarse a las elecciones autonómicas y municipales.
El partido concurrió a las elecciones municipales de 2007 en diversas localidades de Extremadura. Consiguió un concejal en Jerte. En Plasencia, UPEx obtuvo 1.537 votos, el 7,21%, que se tradujeron en un concejal. UPEx fue la tercera fuerza política de la localidad y se quedó a muy pocos votos de obtener el segundo concejal. En Malpartida de Plasencia la formación obtuvo 469 votos (17,85%) y logró 2 concejales.
En las elecciones autonómicas de 2007, el partido solo se presentó en la circunscripción de Cáceres, siendo la quinta fuerza política más votada, con 1.520 votos, sin obtener representación parlamentaria. En las  elecciones a la Asamblea de Extremadura de 2011 obtuvo 2.185 votos (0,33%) y ningún escaño.
En noviembre de 2014 se anunció que UPEx se integraba en Ciudadanos-Partido de la Ciudadanía (Cs).